# Jean-Baptiste-Bonaventure de Roquefort
Jean-Baptiste-Bonaventure Roquefort (de Roquefort de son nom de plume) est un écrivain français, historien et philologue, né à Mons (Belgique) le 15 octobre 1777, mort à la Guadeloupe le 17 juin 1834.

## Biographie
Fils d'un propriétaire de Saint-Domingue, Roquefort est envoyé à Lyon pour y faire ses études, et arrive à Paris en 1792. Il participe un temps aux campagnes de la Révolution comme jeune soldat, puis s'installe définitivement à Paris, où il donne des leçons de solfège, écrit de la musique, et commence une carrière d'écrivain. Il collabore alors au Magasin encyclopédique, au Mercure de France, au Moniteur universel, à l'Encyclopédie moderne, et étudie en outre la littérature et les langues du Moyen Âge. Son Dictionnaire de la langue romane le fait connaître et lui vaut d'être nommé, en 1809, membre de l'Académie celtique, future Société des Antiquaires de France. À l'époque de la première Restauration, Roquefort, ardent royaliste, ajoute à son nom la particule « de », et se fait appeler pendant quelque temps « de Roquefort-Flamericourt ». En 1816, il remporte un prix de l'Académie des inscriptions et belles-lettres pour son essai De l'état de la poésie française au XIIe et au XIIIe siècle. Dans les années qui suivent, il publie plusieurs éditions nouvelles de livres anciens et collaborent à des ouvrages collectifs.
En 1832, lorsque des émeutes éclatent à la suite d'une épidémie de choléra, « l'infortuné Roquefort faillit être jeté dans la Seine, et il devint fou ». En 1833, Roquefort s'embarque avec sa femme pour aller recueillir une succession à la Guadeloupe ; de santé chancelante, il y meurt peu de temps après son arrivée, le 17 juin 1834.
Roquefort avait entrepris une Histoire générale de la musique, qu'il ne put achever et qui a disparu, ainsi que la plupart de ses manuscrits.

## Autour duGlossaire de la langue romane
En 1808, Roquefort publie son Glossaire de la langue romane.
— J. F. Delion, Catalogue de la bibliothèque de M. le comte Charles de L'Escalopier, 1866

## Œuvres
- Glossaire de la langue romane 1808 ; Glossaire de la langue romane, Tome Premier sur Google Livres & Glossaire de la langue romane, Tome Second sur Google Livres
- Mémoire sur la nécessité d'un glossaire général de l'ancienne langue française, 1811
- Notice historique et critique du roman de Partonopeus de Bloys, 1811
- Mémoires d'Ali-Bey, 1814
- De l'état de la poésie française dans les XIIe et XIIIe siècles, 1814 ; De l'état de la poésie française sur Google Livres
- Histoire de la vie privée des Français depuis l'origine de la nation jusqu'à nos jours, de Legrand d'Aussy, 1815 ;  Histoire de la vie privée des Français sur Google Livres
- Vues pittoresques et perspectives des principaux ouvrages de sculpture des salles du Musée des monuments français, Paris, Didot, 1816-1821, comprenant 20 planches de Jacques Lavallée d'après Jean-Lubin Vauzelle.
- Supplément au Glossaire de la langue romane, 1820 ; Supplément au Glossaire de la langue romane sur Google Livres
- Mémoires de Charles-Jean, roi de Suède, 1820, avec Coupé de Saint-Donat
- Poésies de Marie de France, 1820 ; Poésies de Marie de France sur Google Livres
- Essai historique sur l'éloquence de la chaire, 1823, en tête du Dictionnaire biographique et bibliographique des prédicateurs ; Essai historique sur l'éloquence de la chaire sur Google Livres
- Chronique indiscrète du XIXe siècle, 1825, avec Lahalle et Regnault-Warin ; Chronique indiscrète du XIXe siècle sur Google Livres
- Dictionnaire historique et descriptif des monuments religieux, civils et militaires de Paris, 1826
- Dictionnaire étymologique de la langue française, 1829 ; Dictionnaire étymologique de la langue française sur Google Livres